# Sur la pierre blanche
Sur la pierre blanche  é um romance filosófico, ao mesmo tempo histórico e de ficção científica utópica, de Anatole France publicado primeiro no jornal L'Humanité, depois em 1905 pela editora Calmann Lévy. Consiste em grande parte em diálogos filosóficos, históricos e políticos entre cinco amigos de alto nível intelectual e divide-se em seis capítulos, nos capítulos II e V utilizando a técnica da narrativa em abismo, ou seja, de uma narrativa secundária dentro da narrativa principal. O título faz menção a uma pedra mítica que provoca sonhos.

## Resumo da Obra
O grande tema que perpassa todo o livro é a possibilidade da prospecção do futuro, de prever o que o futuro trará. No início do romance, os cinco amigos visitam as escavações arqueológicas na cidade de Roma, e a certa altura Nicole Langelier, de uma tradicional família parisiense de editores e humanistas, passa a ler um manuscrito de sua autoria, que compõe o Capítulo II.
O manuscrito conta a história  do encontro, narrado em Atos dos Apóstolos 18, entre o procônsul Gálio da Acaia e o apóstolo Paulo na cidade de Corinto. O procônsul e seus amigos filósofos e intelectuais discutiam o futuro do Império Romano e o sucessor do deus Júpiter, mas quando deparam com o personagem em cujas mãos está esse futuro cristão, por preconceito perdem a oportunidade histórica de dialogar com ele.
De forma análoga, depois de os cinco intelectuais discutirem os males do mundo – colonialismo europeu, guerras, racismo – Hippolyte Dufresne, amante das artes, saca do bolso um manuscrito e passa a lê-lo (Capítulo V). Ali imagina um mundo pós-capitalista, coletivista, onde a propriedade privada dos meios de produção foi abolida, como preconiza a doutrina marxista. Um mundo pacífico, racional, onde Europa, África, América e Oceania formam grandes blocos políticos não mais divididos em nações menores. Transcorrido mais de um século da redação da obra, observa-se retrospectivamente que, assim como Gálio e seus amigos não conseguiram prever o futuro do Império Romano, tampouco Anatole France conseguiu prever o futuro do mundo.

## Monteiro Lobato eSur la pierre blanche
"Dentre todos os autores franceses citados nos testemunhos epistolares de Lobato, encontramos um que aparece com certa frequência: Anatole France. Muito lido no Brasil do início do século XX, o romancista francês teve um lugar especial no universo de leituras de Lobato."
Em carta a Godofredo Rangel datada de 15 de setembro de 1908, Monteiro Lobato critica o amigo por não ter seguido sua recomendação de ler Sur la pierre blanche:
O pobre Anatole nasce com fortes aptidões filosóficas e estéticas; educa-se laboriosamente durante 50 anos de vida europeia; afinal, apura, lapida, as qualidades ingênitas de pensador e artista da expressão; consegue atingir a meta suprema – vários Everests ainda não atingidos, entre eles o de “associar às verdades extensas da Ciência as verdades profundas da Poesia”; escreve o Le Lys Rouge, onde bate Dante e Petrarca na descrição do maior amor que jamais existiu; cria um gênero em que ele ainda está só, uma arte nova – e de engastar raios de ironia na gema da
forma; eleva o paradoxo à estratosfera, chega a desvendar o futuro – e ensina à França o Humor. E quando esse homem alcança o zênite e produz Sur la pierre blanche, onde, na mais cristalina das linguagens, diz todas as altas ideias que embaraçam as pernas dos Silvios Romeros – diz ideias que são como o sol de certas manhãs de maio – tu, Rangel, tu, pulgão verde da roseira literária, tu, Silvério dos Reis, tu, queijo de Minas, dizes, com onze letras: “não pude lê-lo!...
O poeta Carlos Drummond de Andrade, em sua juventude, também foi apreciador da obra de Anatole France, como dá a entender em carta para Mário de Andrade de 22 de novembro de 1924.